# Ліксутов Максим Станіславович
Максим Станіславович Ліксутов (рос. Макси́м Станисла́вович Ликсу́тов, 19 червня 1976, Локса, Естонська РСР) — російський державний діяч, заступник мера Москви в Уряді Москви з питань транспорту та розвитку дорожньо-транспортної інфраструктури міста Москви. У минулому естонський і російський підприємець.
У рейтингу найбагатших бізнесменів Росії за версією журналу Forbes за 2013 рік віце-мер Москви Ліксутов зайняв 157-е місце з капіталом в 650 млн доларів США.